# Ture Sellman

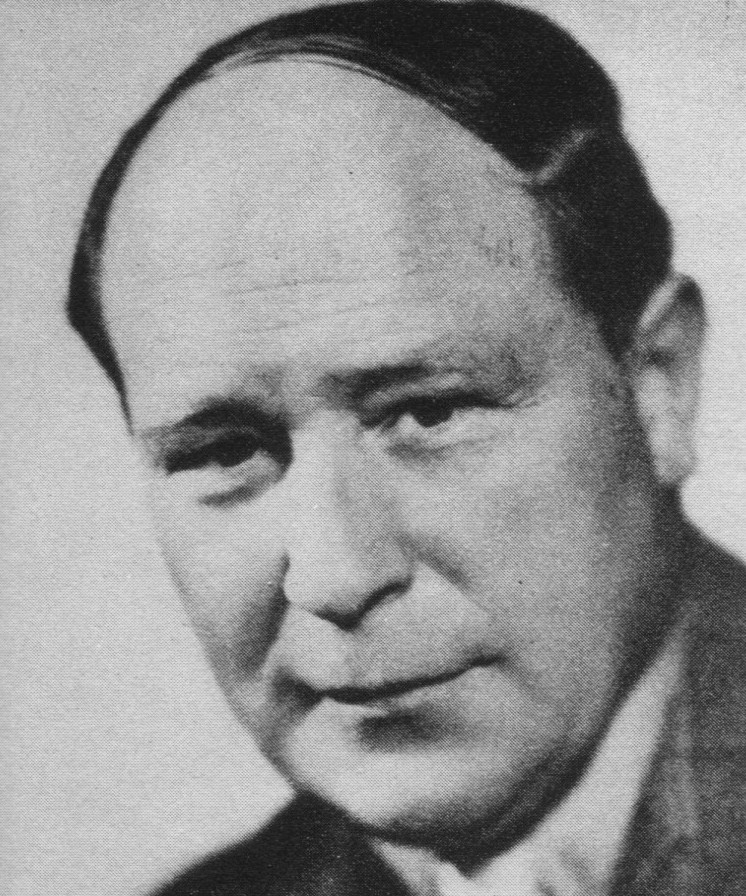
Ture Sellman.

Ture Carl Axel Sellman, född 28 juni 1888 i Kattnäs socken, död 16 juli 1968 i Stockholm, var en svensk arkitekt och fotograf.

## Biografi

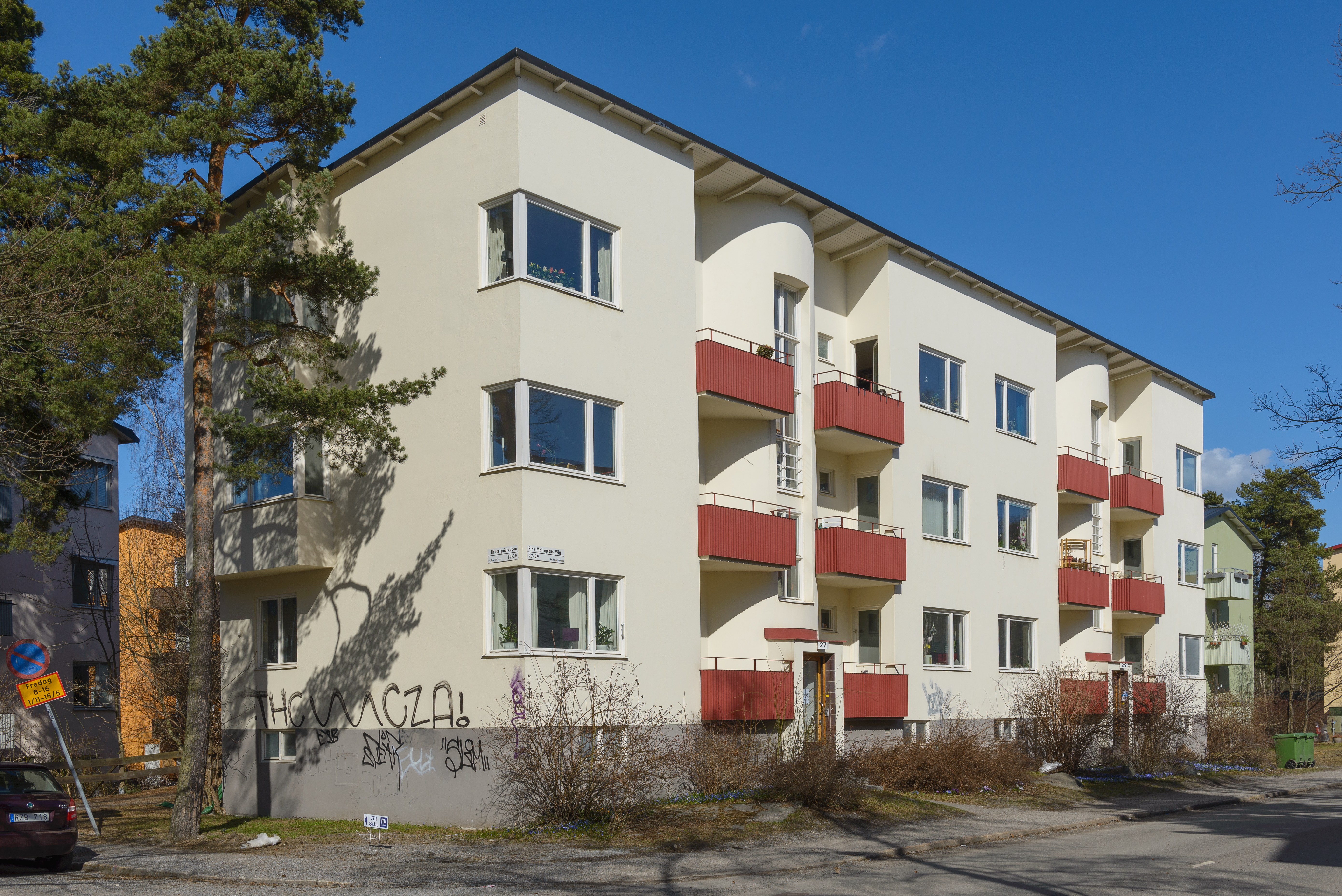
Bostadshus i Hammarbyhöjden.

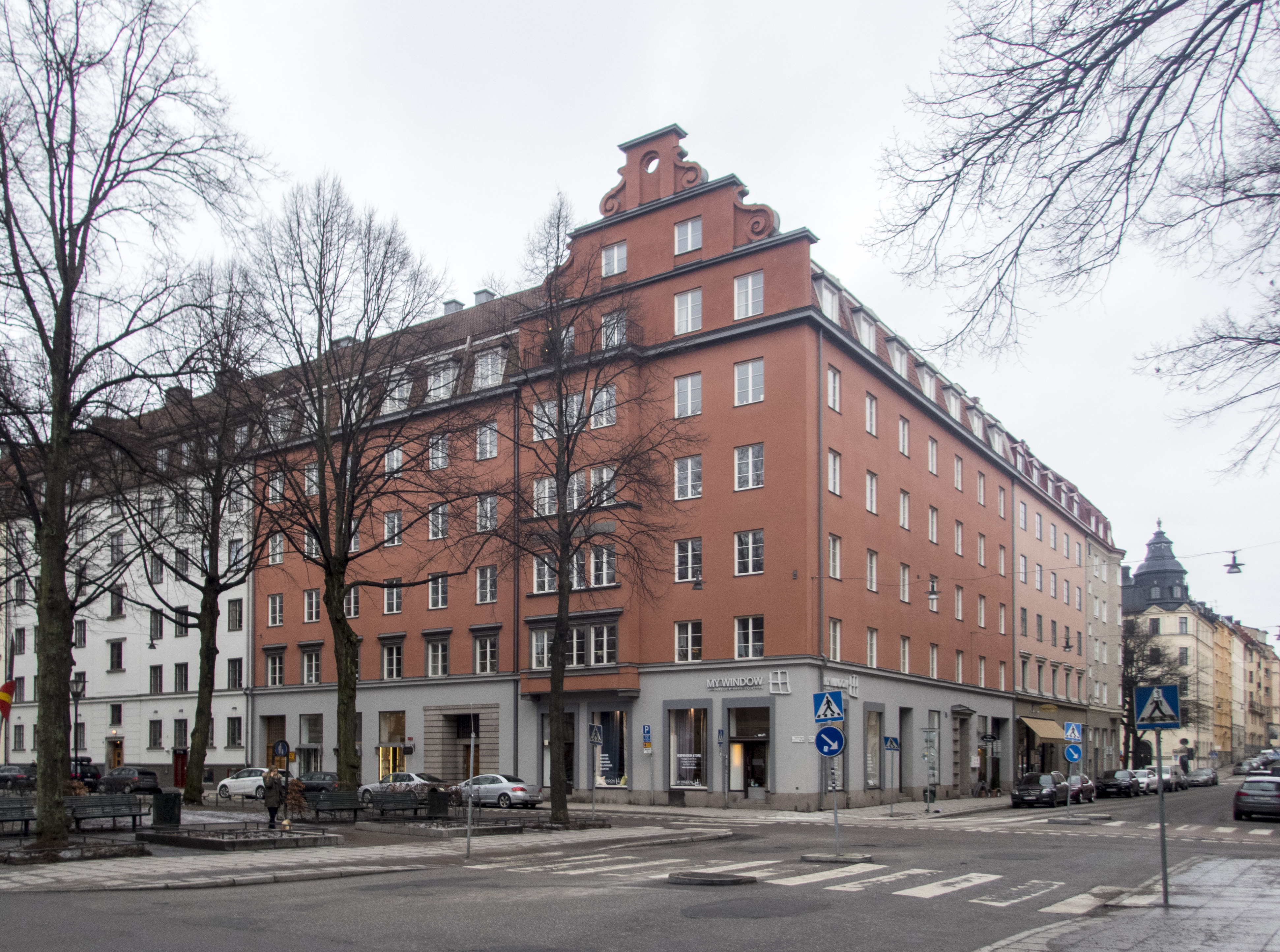
Karlavägen 66

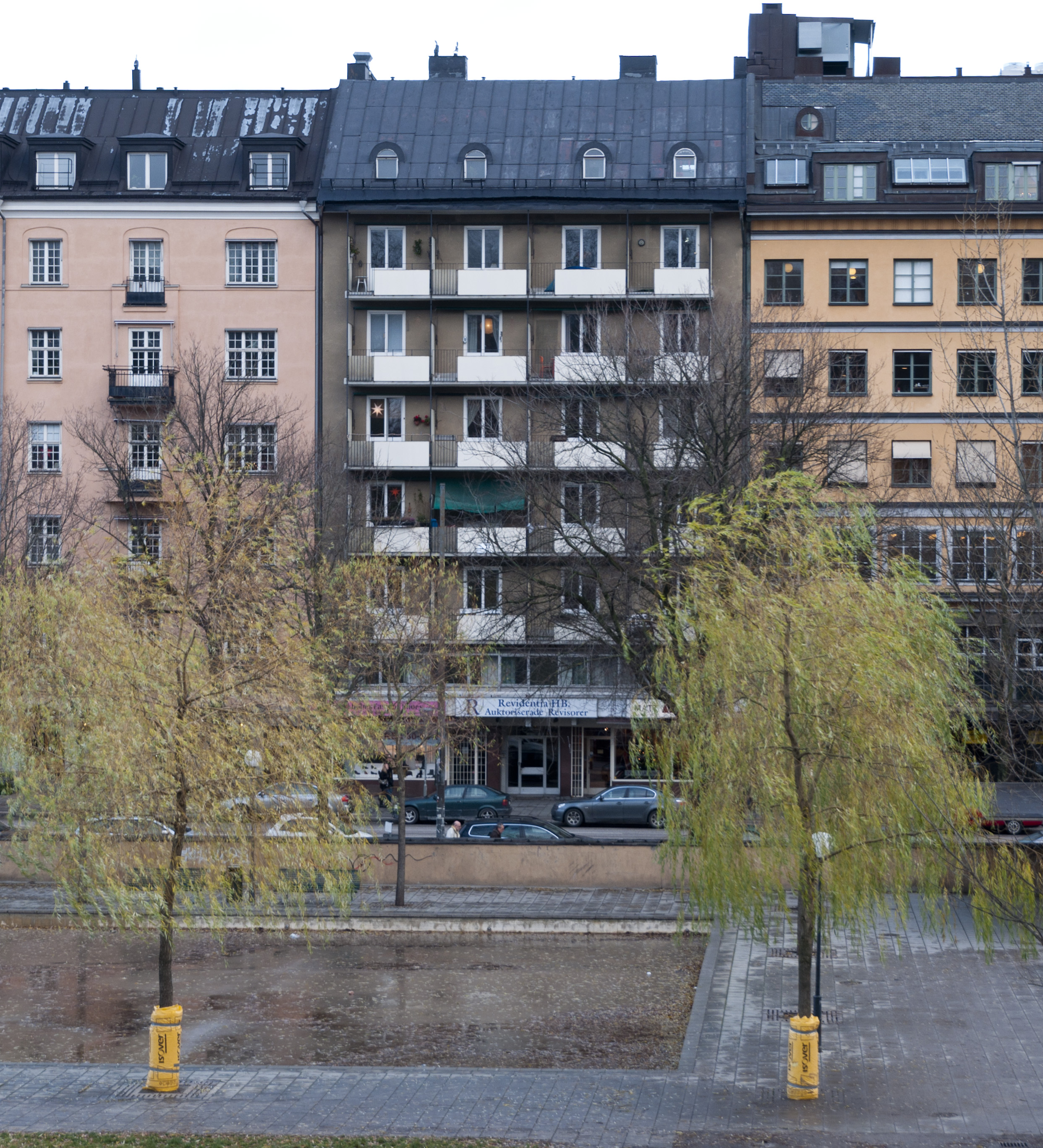
Sveavägen 100

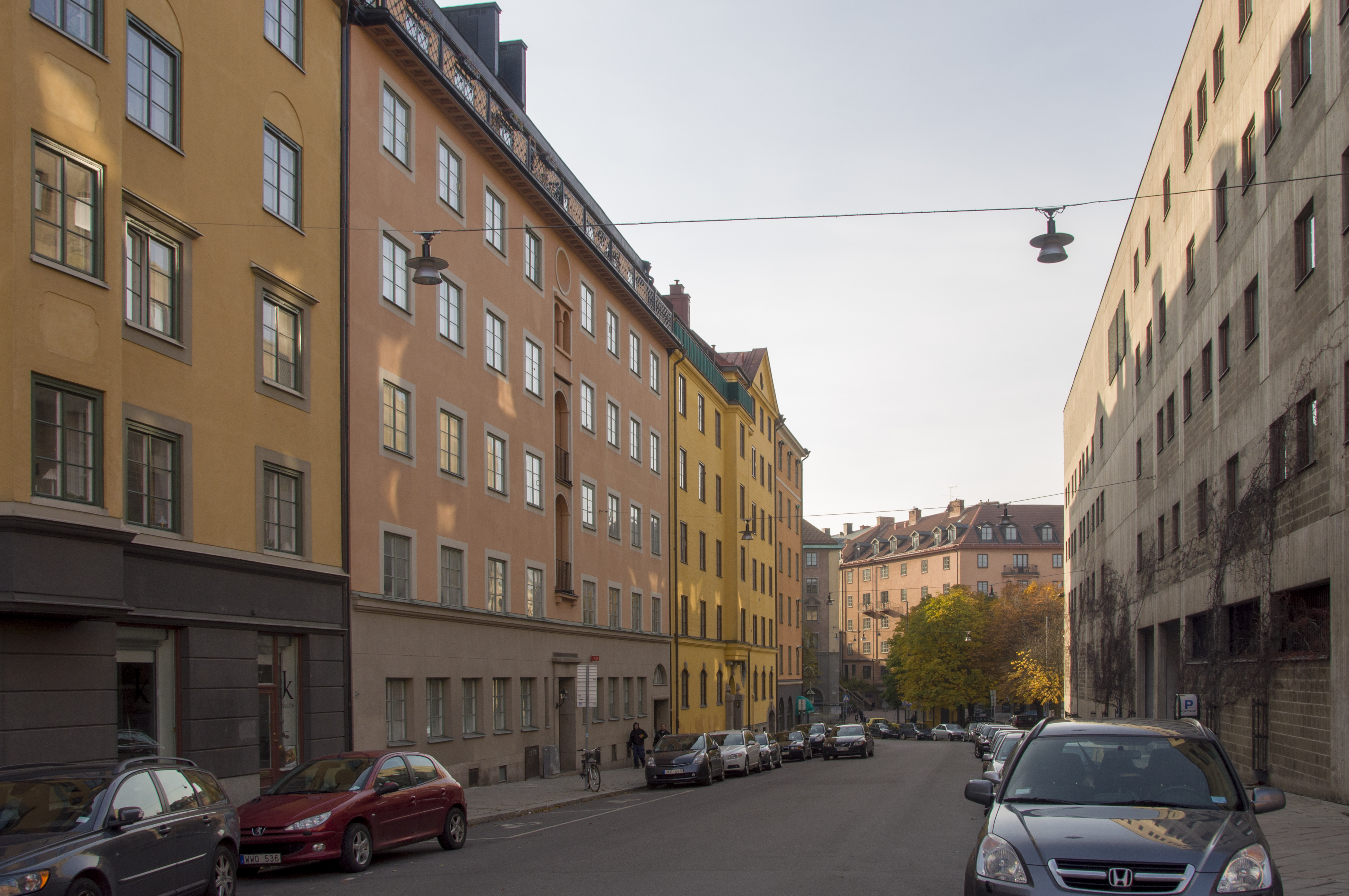
Rådmansgatan 9 (mitten t.v.)

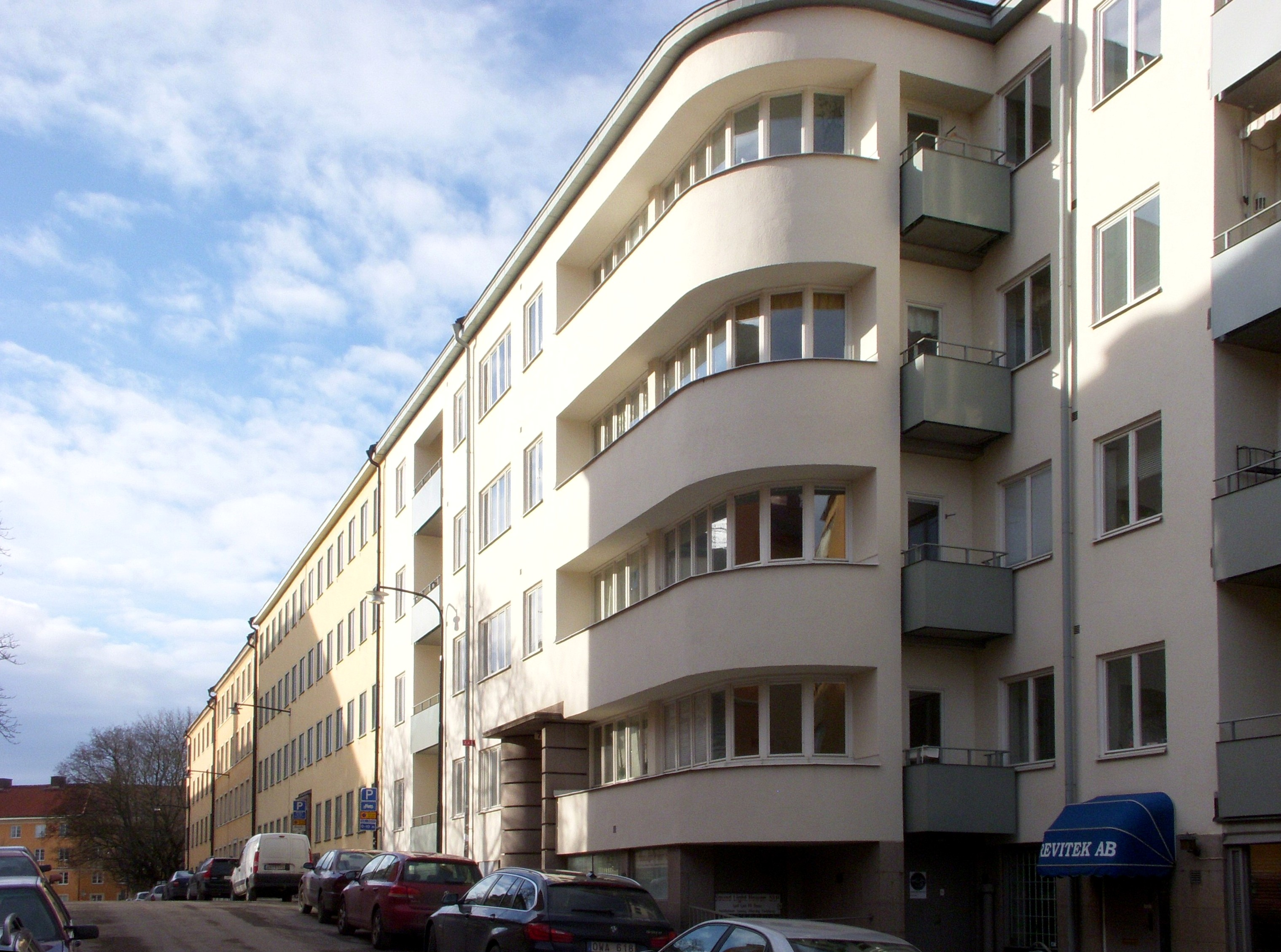
Allhelgonagatan 7.

Efter studentexamen i Västerås 1909 studerade Sellman vid Kungliga tekniska högskolan där han avlade examen 1914. Han anställde därefter hos Lars Israel Wahlman och Carl Bergsten och arbetade senare med ingenjör Edvard Keller på Industribyggnadsbyrån innan han 1917 öppnade eget arkitektkontor. Han var mycket produktiv och står bakom 70-talet byggnader i Stockholmsområdet – i huvudsak bostadshus men han uppmärksammades även tidigt för sina industribyggnader.
Sellman var även en entusiastisk fotograf. Han var sekreterare i Fotografiska Föreningen 1914–1918. 1931 startade han Sellman-film som blev betydande inom färgfotografien. Inom fotografiet var han även föredragshållare, kritiker och skribent för Nordisk Tidskrift för Fotografi. När tidskriften FOTO grundades 1939 tillhörde Sellman den första redaktionen. Han skrev bland annat populära och lärorika artiklar och var behjälplig att utvälja tidskriftens bildmaterial.

## Industribyggnader i urval
- Laboratorium och ombyggnad av huvudbyggnad vid Sälven för AB Skifferverken.
- Garveri och remfabrik samt disponentbostad för AB Remmar, Stallarholmen
- Ungkarlshem, kontorsbyggnad, laboratorium, affärskontor för A/S Porsa Kobbergruber, Norge
- Kontorsbyggnad för AB Astra, Södertälje.
- Finnboda ångmaskinverkstad, Nacka, 1922
- Carl Gustafs stads gevärsfaktori, Eskilstuna
- Grönkvists Mekaniska Verkstad, Katrineholm.
- Perssons stick- och vävmaskiner, Alströmergatan 22, Stockholm 1925

## Förteckning över uppförda byggnader i Stockholm (urval)[2]
| Fastighet             | Gata                                        | Byggnadsår |
| --------------------- | ------------------------------------------- | ---------- |
| Bergamotträdet 14     | Garvargatan 20                              | 1930-31    |
| Bergamotträdet 15     | Garvargatan 22, Agnegatan 18                | 1931       |
| Bergamotträdet 16     | Agnegatan 20                                | 1931-32    |
| Bergsgruvan Större 42 | Maria Prästgårdsgata 29                     | 1939-1940  |
| Blompottan 10         | Sveavägen 100                               | 1929-30    |
| Bonden Större 35      | Skånegatan 53, Östgötagatan 57              | 1935-36    |
| Bondesonen 21         | Bondegatan 50                               | 1929-30    |
| Bondesonen 22         | Bondegatan 52-54, Renstiernas gata 30       | 1930-31    |
| Brandvakten 3         | Karlavägen 66, Artillerigatan 58            | 1924-25    |
| Diligensen 10         | Samaritgränd 6                              | 1928       |
| Diligensen 12         | Samaritgränd 8, Samarittäppan               | 1927-28    |
| Pennan 11             | Siargatan 17                                | 1931-1932  |
| Fiskaren större 22    | Hökens gata 2-4, Götgatan 19                | 1929-1932  |
| Gråberget 19          | Tjärhovsgatan 10                            | 1929-1930  |
| Harvpinnen 1          | Gotlandsgatan 58, Bjurholmsgatan 18         | 1930-31    |
| Harvpinnen 2          | Bjurholmsgatan 20                           | 1929       |
| Hemmet 17             | Sysslomansgatan 8                           | 1938-39    |
| Höken 29              | Östgötagatan 32, Åsögatan 126               | 1930-31    |
| Kvadraten 26          | Allhelgonagatan 7, Tjurbergsgatan 29        | 1935-36    |
| Loket 7               | S:t Eriksgatan 78, S:t Eriksplan 15-17      | 1927-28    |
| Loket 24              | Atlasgatan 12                               | 1928-29    |
| Näktergalen 28        | Rådmansgatan 9                              | 1923-24    |
| Morellträdet 25       | Bergsgatan 47, Gambrinusgatan 7             | 1931       |
| Porslinsbruket 22     | S:t Eriksgatan 71                           | 1927-29    |
| Porslinsbruket 23     | Bråvallagatan 8                             | 1926-28    |
| Postsäcken 8          | Samaritgränd 3                              | 1928-29    |
| Postiljonen 11        | Wollmar Yxkullssgatan 46                    | 1928       |
| Skutan 19             | Alströmergatan 22, Gjutargatan 2            | 1925       |
| Systern 5             | Norr Mälarstrand 98-100, Sysslomansgatan 13 | 1939-40    |
| Tamburmajoren 6       | Valhallavägen 172                           | 1937       |
| Valand 8              | S:t Eriksgatan 106                          | 1924       |
| Vitbetan 18           | Ljusterögatan 5                             | 1929-1930  |
| Vågskivan 25          | Hallandsgatan 42                            | 1926       |
| Borren 34             | Heleneborgsgatan 36                         | 1928-30    |
| Borren 36             | Heleneborgsgatan 40                         | 1928       |
| Borren 42             | Heleneborgsgatan 20                         | 1935       |